# Джеки (фильм, 2010)
«Джеки» (канн. ಜಾಕಿ, англ. Jackie) — индийский художественный фильм на языке каннада с элементами мелодрамы, боевика и триллера, премьера которого в Индии состоялась 14 октября 2010 года.

## Сюжет
Джеки вдохновлён, главным образом, поэмой «Рамаяна», каждая сцена которой была модернизирована для современной аудитории и тенденций рынка. Джанакирама, он же Джеки, — праень, закончивший только 8 классов школы и живущий со своей матерью Джаяммой, которая управляет мельницей в деревне. Он мечтает стать большим человеком, но не тяжелой работой. Он опытный карточный игрок и думает, что сможет оплатить все свои долги, заработав на этом. Он также берётся за любую работу. Он разговорчив и использует все возможности, чтобы выжить. В том месте, где он живет, дочь священника Яшодха влюблена в владельца фотостудии, который на самом деле работает на торговцев людьми, и просит Джеки помочь ей выйти замуж. Джеки изначально пытается помочь, но когда священник задает ему вопросы, он решает увильнуть от дела, уважая чувства престарелого отца..
Потеряв всякую надежду, Яшодха сбегает со своим возлюбленным вместе со слепой девушкой. У священника создается впечатление, что Джеки им помог. Так что ответственность на Джеки — за Яшодху и слепую девушку. Между тем, за Джеки следуют полицейские, поскольку он защитил друга, который совершил побег из тюрьмы, во время которого был убит полицейский. В густом лесу он срывает ритуал человеческого жертвоприношения, в котором Лакшми является жертвой. Проблемы Джеки растут на глазах, поскольку его начинают преследовать участники ритуала. Когда он приземляется в Бангалоре, он узнает, что слепая девушка, которая отправилась с Яшодхой, мертва. Он получает ключ к разгадке, будучи дружелюбным с констеблем Бхиманной, который приводит его к подозрительной деятельности банды, перевозящей девочек за границу в нефтяных танкерах во главе с «Митай» Рамой. Джеки выходит на охоту за опасной группировкой.

## В ролях
- Пунит Раджкумар — Джанакирама, он же Джеки
- Бхавана Менон — Лакшми
- Харшика Пунача — Яшодха, дочь священника
- Рангаяна Рагху — «Миз» Бхиманна
- Буллет Пракаш
- М. С. Умеш
- Митра
- Сумитрамма — Джаямма, мать Джеки
- Раджу Тхаликоте — брачный агент
- Шобхарадж — суперинтендант полиции
- Рави Кале — «Митай» Рама
- Петрол Прасанна — Прасанна, она же Джули

## Производство
Съёмки фильма началась в марте 2010 года в студии Kantheerava Studio и продолжались 95 дней в Бангалоре, Майсуре, Италии и Намибии. Для Пунита этот фильм стал 15-м в карьере. Фильм также стал каннада-язычным дебютом для актрисы кино на малаялам Бхаваны Менон

## Саундтрек
В качестве музыки для заглавной песни был использован мотив песни «Kannalle Eno» из фильма Vasantha Geetha.
| №  | Название                | Исполнители                 | Длительность |
| -- | ----------------------- | --------------------------- | ------------ |
| 1. | «Shiva Antha Hogutidde» | Типпур                      |              |
| 2. | «Eradu Jadeyannu»       | Сону Нигам, Шрея Гхошал     |              |
| 3. | «Ekka Raja Rani»        | Кайлаш Кхер                 |              |
| 4. | «Edavatt Aytu»          | Пунит Раджкумар, Прия Химеш |              |
| 5. | «Jackie Jackie»         | Навин Мадхав                |              |